# 馬公第三漁港
馬公第三漁港，臺灣澎湖縣馬公市漁港，兼作遊憩港、交通港使用。:43-51臺灣省政府自1980年代在澎湖推動「臺灣地區漁港建設方案」而興建，總計進行四期工程，建設經費新台幣15億9930萬元，為全澎湖縣建設經費最高、港區範圍最大的碼頭。:166、175-176

## 潮間帶

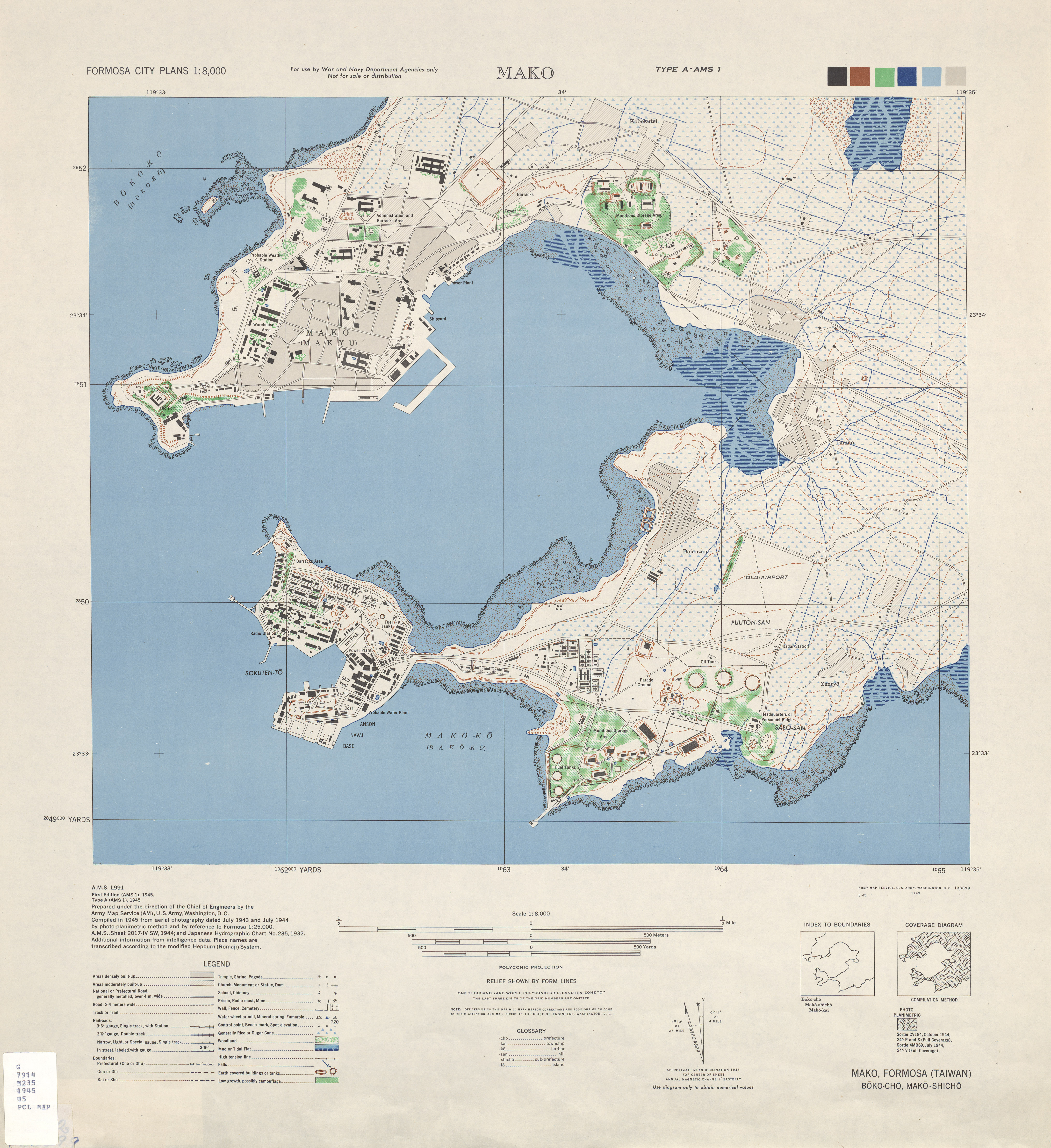
1945年，美軍測繪的馬公商港與馬公第一漁港。當時第二漁港尚未興建，而文澳至案山一帶尚是一片幅員遼闊的潮間帶，在1980年後悉數成為馬公第三漁港的築港腹地。

馬公第三漁港腹地含括今馬公市光復里、陽明里、西文里、東文里及案山里；該區域自清領時期暨日治時期，自原媽宮城朝陽門外東甲埔仔尾至暗澳底、案山（今馬公市新生路接文學路轉縣道205號），沿途經澎湖發電廠、澎湖三官殿、文澳祖師廟、文澳聖真寶殿等悉處緊鄰海濱，為一十分廣袤的潮間帶，但馬公第三漁港開鑿之後，因填海造陸，潮間帶全數消失，原始生態不復存在。

## 造港背景
澎湖縣漁業在民國40年代至70年代（約1950年代至1980年代）十分興旺:89，而既有的馬公第一漁港、馬公第二漁港總面積僅6公頃，針對日益增加的漁船數量，泊地與碼頭呈現不敷使用的狀態，於是官方遂計畫開鑿新港，即馬公第三漁港之興建計畫案。:45
馬公第三漁港計畫啟動於民國69年（1980年），整體計畫多出自於澎湖縣第七任縣長、具有建築師學經歷的呂安德（任期：1973年－1977年）任內，因呂安德縣長任期結束，未獲中國國民黨提名連任，是以馬公第三漁港開鑿工程由繼任澎湖縣長謝有溫（任期：1977年－1981年、1981年－1985年）執行。

## 造港工程
馬公第三漁港列入「第一期臺灣地區漁港建設方案」，選定馬公半島內側北灣，以馬公第二漁港的北堤為建港地點，以容納2000艘100噸級以下漁船為目標，自民國70年（1981年）開工，總計開闢29.4泊地、港口水深3.5至4公尺，碼頭長度計2778公尺，另闢建港區給水、電力管線、環港道路、魚市場等設施，海埔新生地填築面積達34公頃，「第一期臺灣地區漁港建設方案期」總計可細分成七期的七年工程，在民國76年（1987年）告一段落，投資經費為新台幣3億4300萬元。:45:166
民國77年至民國82年（1988年－1993年），延續執行「第二期臺灣地區漁港建設方案」，馬公第三漁港原編列經費新台幣3億6000元，浚挖泊地面積33.9公頃（深水泊地4.6公頃）、增建負6公尺的深水碼頭區域223公尺和突堤碼頭兩座，另外興建碼頭陸上的公共設施約3600公尺（包括魚貨拍賣場、辦公室、照明、給水、道路鋪設等），此期投資經費總計為新台幣8億300萬元。:45:166
民國86年至民國89年（1997年－2000年），「第三期臺灣地區漁港建設方案」使用新台幣6803萬元，用於增加船隻的繫泊設施、魚市場兩側增加各一座突堤碼頭，兩座突堤總長度為176公尺，此外增建停車場、漁具整補場、漁具倉庫等公共設施。:166
民國90年至民國91年（2001年－2002年）最後一期的「第四期臺灣地區漁港建設方案」中，於馬公第三漁港安檢所碼頭北側興建46公尺突堤碼頭、又在港區東側新建內分隔突堤碼頭100公尺，使用經費為新台幣2827萬元。:45
根據民國94年（2005年）付梓《續修澎湖縣志．卷六．交通志》與《續修澎湖縣志．卷十．財政志》，馬公第三漁港歷經四期「臺灣地區漁港建設方案」，總計使用新台幣15億9930萬元。
馬公第三漁港四期工程在民國91年（2002年）告一段落之後，馬公地區的漁港作業中心也從第一漁港和第二漁港轉移至馬公第三漁港，第一漁港和第二漁港遂轉型成觀光遊憩使用之港口。:166、175

## 交通船
除停泊漁船外，澎湖縣政府亦於馬公第三漁港設立南海遊客中心，販售遊憩船船票供遊客搭乘，並提供公共交通船（南海之星）來回南海望安島以及七美島，並由澎湖縣政府公共車船管理處負責營運。:45
此外，民國六十年代（1970年代）澎湖跨海大橋竣工開放通車之前，馬公本島和西嶼之間的往來皆仰賴船運，西嶼從二崁村大菓葉漁港發船，馬公本島則是自今馬公商港處登船；民國82年（1993年），跨海大橋因修繕而封閉，曾一度恢復馬公、西嶼之間的公共航運，當時馬公地區即是由馬公第三漁港處發船。:15-17

## 國際廣場
民國107年（2018年）澎湖縣政府申請「前瞻計畫」，在馬公第三漁港腹地闢築占地近五公頃的「國際廣場」，總經費新台幣2億5000萬元，工程發包單位為澎湖縣政府工務處，於民國109年（2020年）年底完工。

## 圖輯

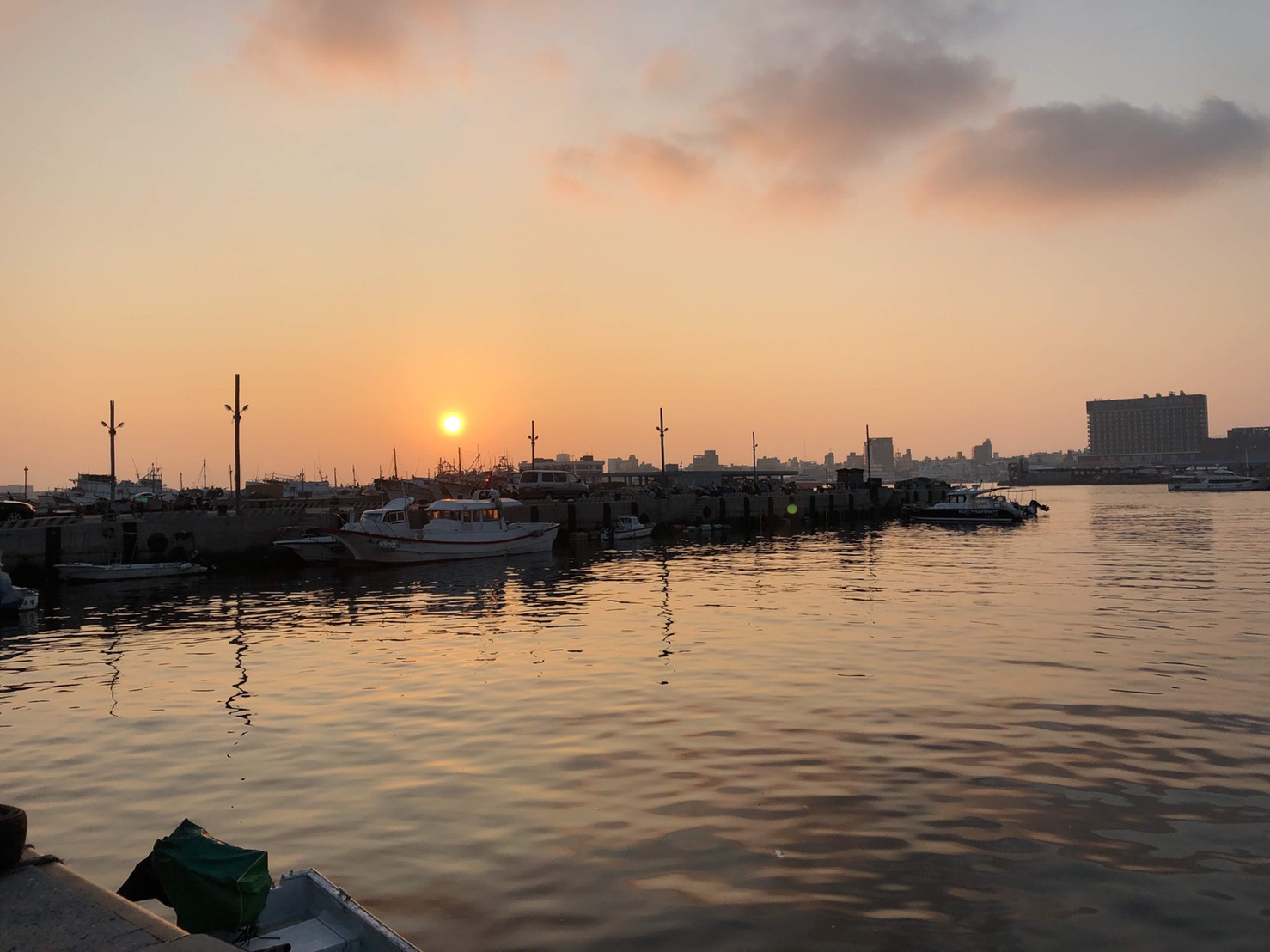
第三漁港
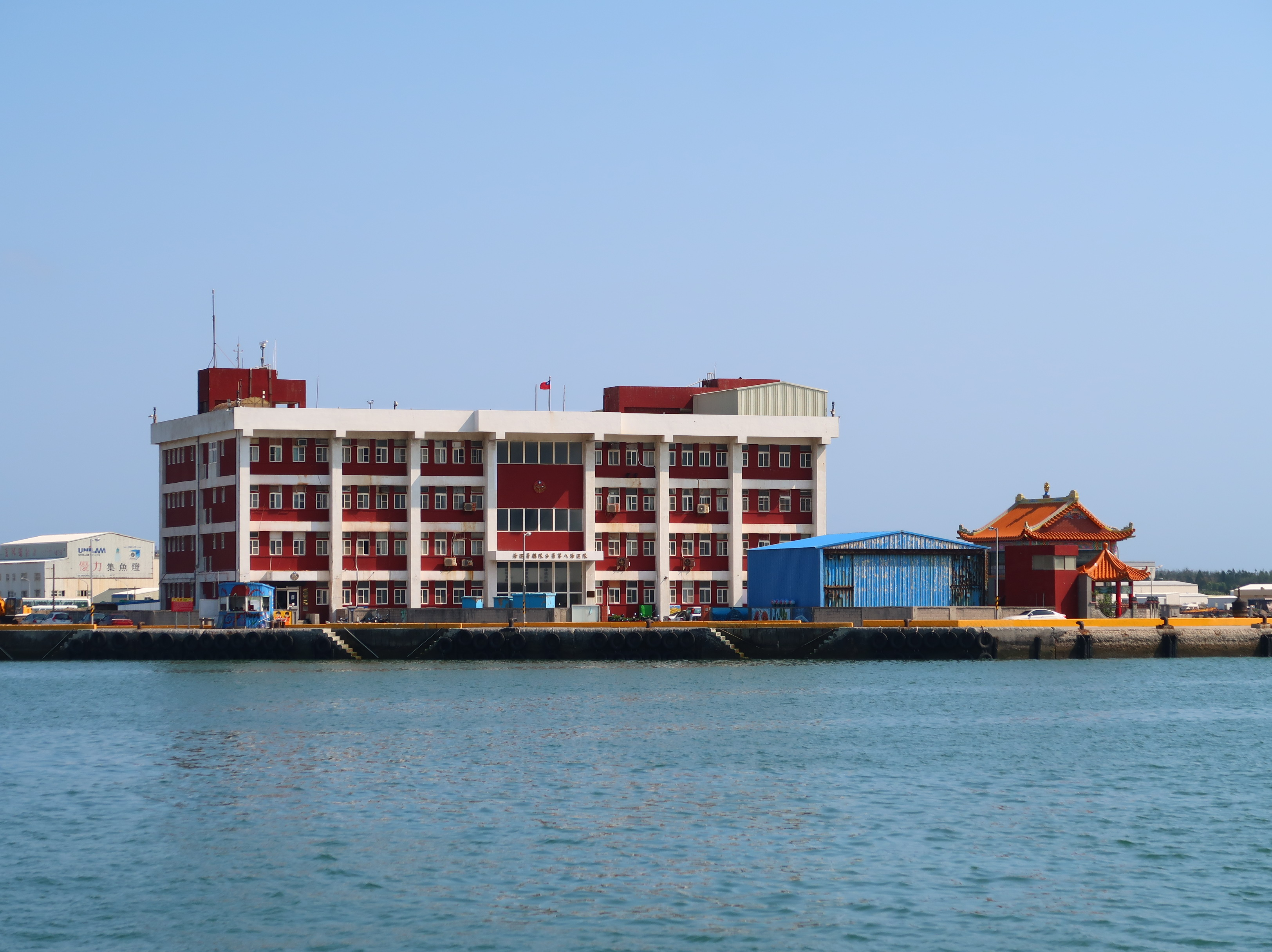
第三漁港安檢所
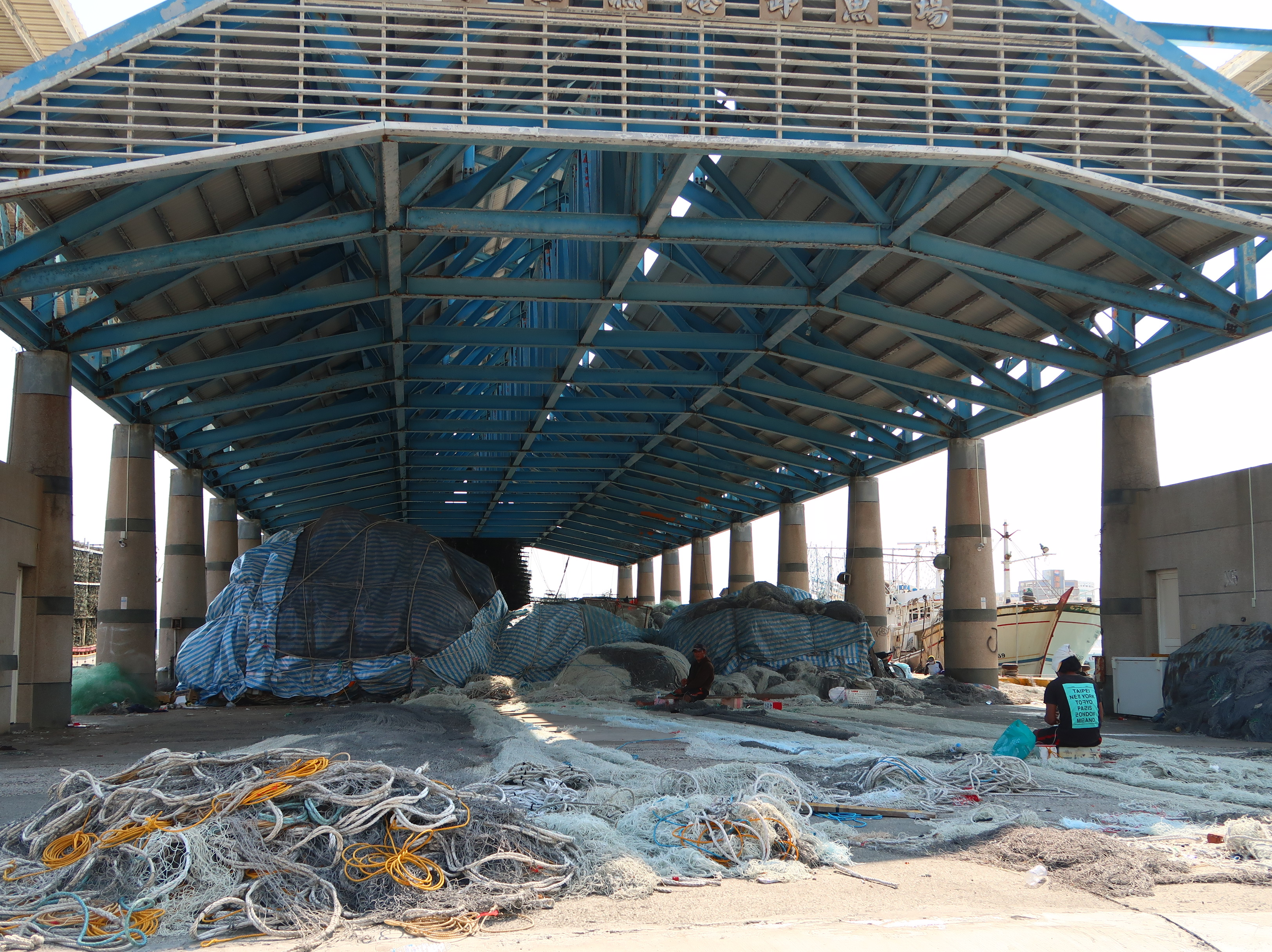
曬漁網場
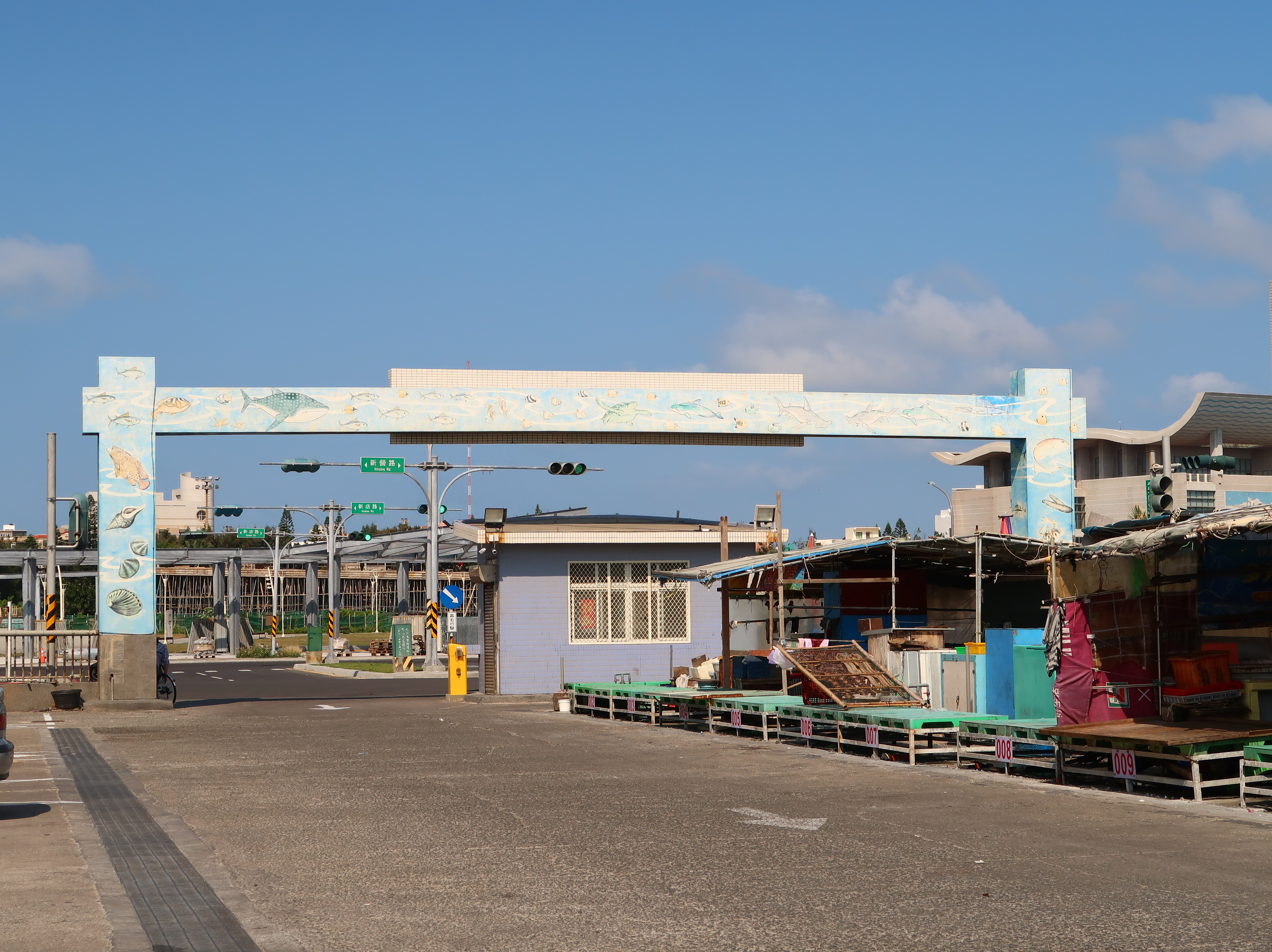
第三漁港暨漁市場
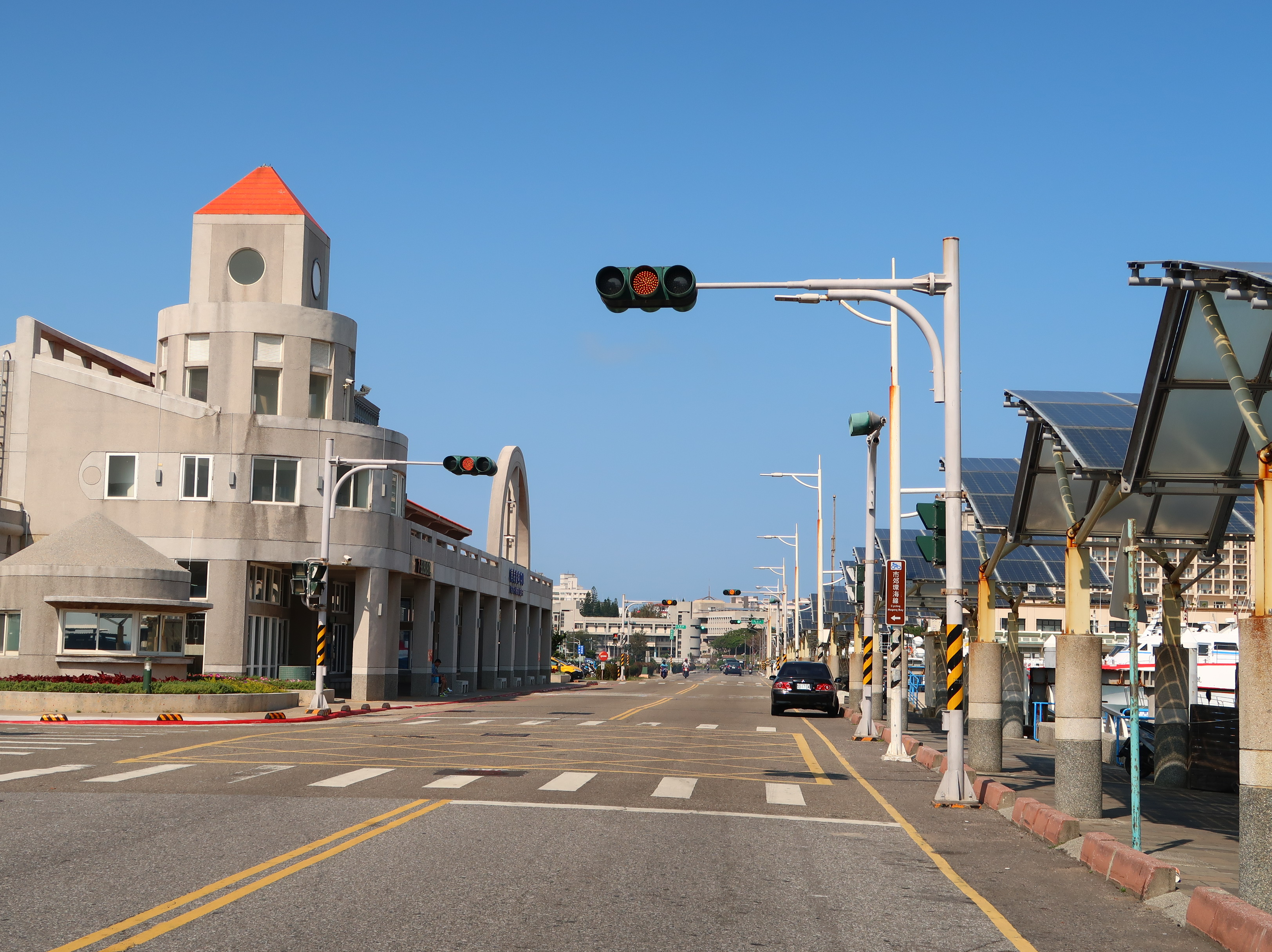
南海遊客中心
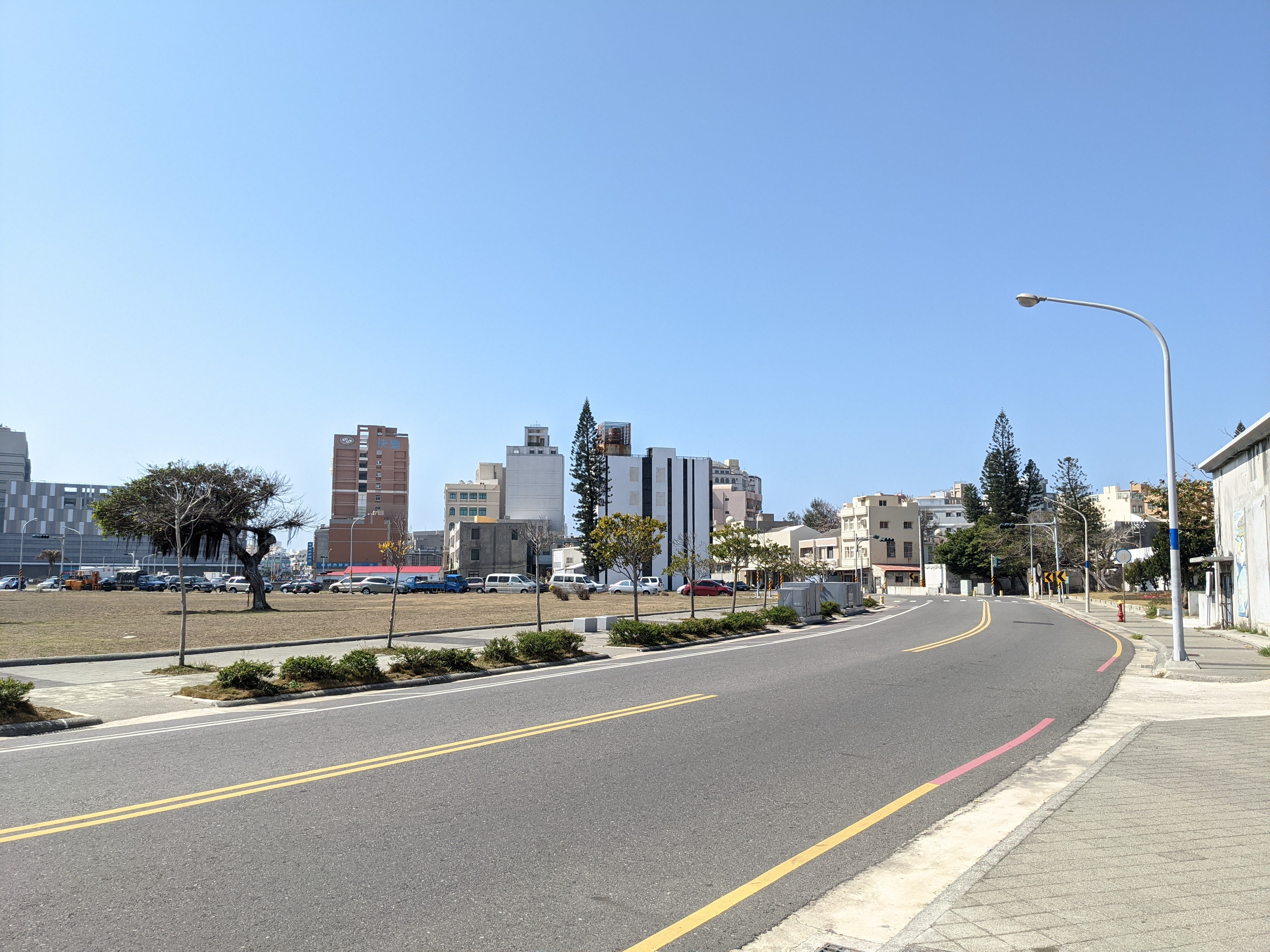
海埔新生地路段（新生路）

## 外部連結
23°33′47″N 119°34′06″E / 23.56306°N 119.568206°E
- 海巡署南部分署－馬公漁港安檢所 （页面存档备份，存于）